# هامبارتسومیان
هامبارتسومیان (زبان ارمنی: Համբարձումյան), یکی از نام‌های خانوادگی رایج در میان ارمنیان می‌باشد
- آرسن هامبارتسومیان،  تاریخ‌نگار و سیاست‌مدار
- آرمن هامبارتسومیان، بازیکن فوتبال
- آرکادی هامبارتسومیان
- ادوارد هامبارتسومیان (هنرپیشه)
- اوفلیا هامبارتسومیان، خواننده
- داویت هامبارتسومیان، یک شیرجه رو
- روبن هامبارتسومیان
- سارگیس هامبارتسومیان، انقلابی و سیاستمدار
- نائیرا هامبارتسومیان
- ویکتور هامبارتسومیان، دانشمند
- هوهانس هامبارتسومیان